# Tezanos Pinto
Pour les articles homonymes, voir Pinto.
Tezanos Pinto est une localité rurale argentine située dans le département de Paraná et dans la province d'Entre Ríos.

## Démographie
La population du village, c'est-à-dire sans la zone rurale, recensait 72 habitants en 1991 et de 74 en 2001. La population de la juridiction du conseil d'administration était de 281 habitants en 2001 et de 319 habitants en 2010